# Bensylpenicillin

Strukturformel

Bensylpenicillin (vanliga alternativa beteckningar är bensyl-pc, penicillin-G eller PcG) är ett betalaktamantibiotikum och ingår i gruppen penicilliner. Bensylpenicillin kan ges intravenöst eller som injektion intramuskulärt. Den kan inte ges som tablett då bensylpenicillin inte är syrastabilt och degraderas i kontakt med magsyran.
Bensylpenicillin kan ge allergiska reaktioner. 

## Användning
Bensylpenicillin har ett liknande spektrum som fenoxymetylpenicillin och kan användas för behandling av sjukhuskrävande infektioner orsakade av pneumokocker, betahemolytiska streptokocker, alfastreptokocker, borrelia och pasturella multocida. Exempel på infektioner där bensylpenicillin används som behandling är lunginflammation, allvarligare streptokockinfektioner i huden (ex. rosfeber), streptokockendokarditer (initialt tillsammans med en aminoglykosid) samt vid allvarlig borreliainfektion där hjärta eller hjärnan har blivit påverkad.